# Neil Hamilton Fairley
Pour les articles homonymes, voir Fairley.
Neil Hamilton Fairley est un médecin, chercheur et officier australien né le 15 juillet 1891 et mort le 19 avril 1966. Durant les deux grandes guerres, il contribue à la guérison de milliers de soldats alliés atteints de paludisme et autres maladies tropicales.

## Biographie
Après avoir obtenu son doctorat à l'Université de Melbourne, Fairley s'enrôle dans le Corps médical de l'armée australienne en 1915. Il est par la suite chargé d'enquêter sur une épidémie de méningite qui sévissait dans les camps militaires. Il travaille également dans un hôpital public au Caire, où il met au point des tests et des traitements contre le bilharziose. Durant l'entre-deux-guerres, il se distingue en tant que spécialiste des maladies tropicales.